# Une auberge à Tokyo
Pour plus de détails, voir Fiche technique et Distribution.
Une auberge à Tokyo (東京の宿, Tōkyō no yado) est un film muet japonais réalisé par Yasujirō Ozu, sorti en 1935.

## Synopsis
Un ouvrier au chômage cherche désespérément un emploi. Accompagné de ses deux enfants, il recherche un travail, mais les usines n'ont rien à lui proposer. Pour survivre et gagner quelques yens, ils attrapent des chiens errants pour toucher la prime d'un programme de lutte contre la rage, ce qui leur permet de dormir dans une auberge. Ils y font la connaissance d'une femme et de sa fille, aussi pauvres qu'eux.

## Fiche technique
- Titre : Une auberge à Tokyo
- Titre original : 東京の宿 (Tōkyō no yado?)
- Réalisation : Yasujirō Ozu

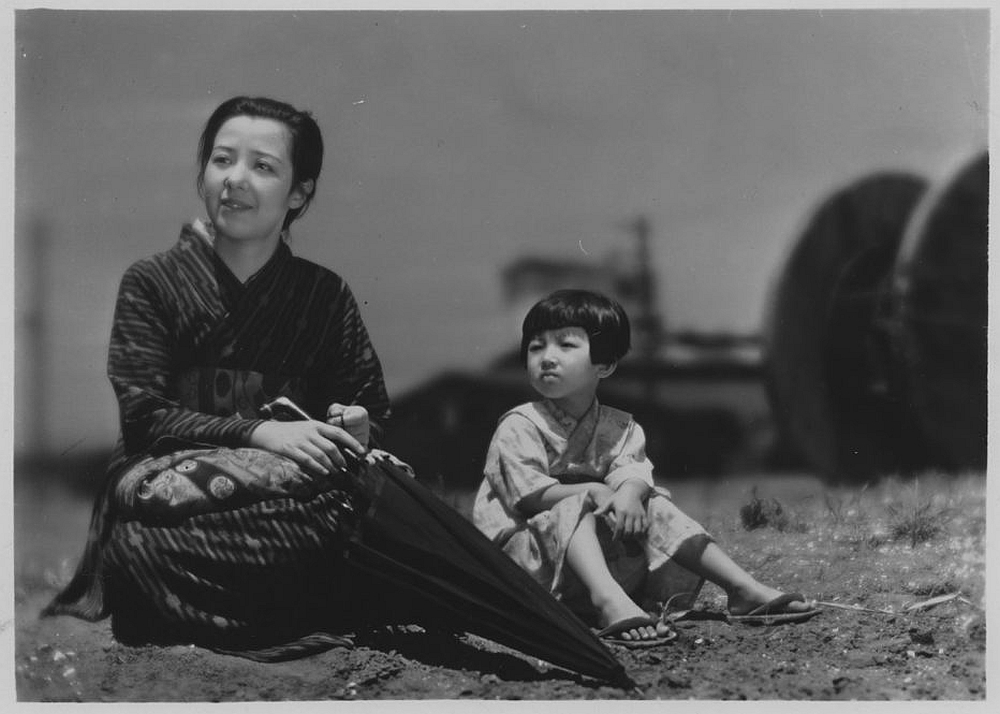
Yoshiko Okada et Kazuko Kojima.

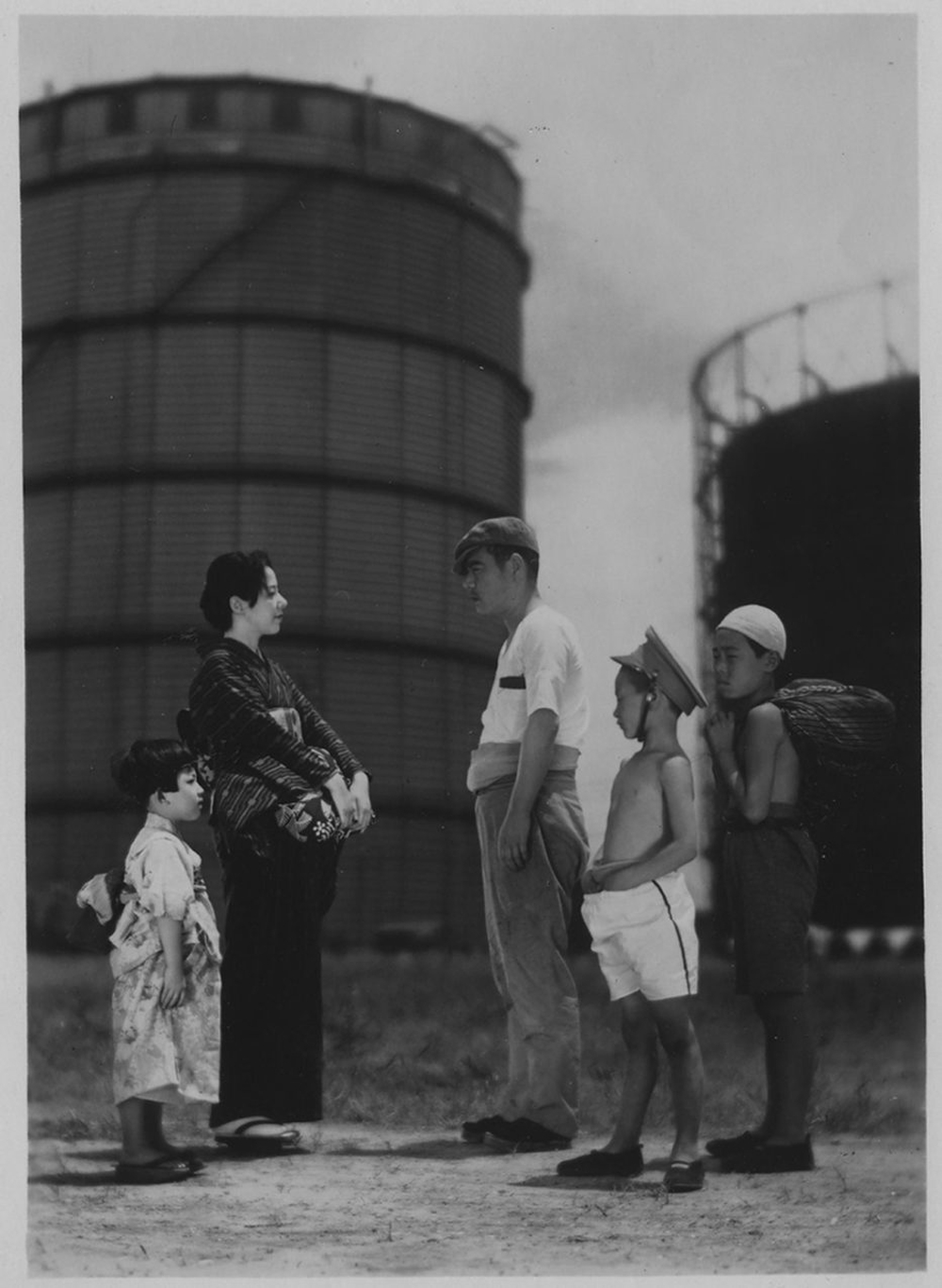
De gauche à droite : Kazuko Kojima, Yoshiko Okada, Takeshi Sakamoto, Takayuki Suematsu et Tomio Aoki.

- Assistant-réalisateur : Kenkichi Hara
- Scénario : Masao Arata et Tadao Ikeda
- Photographie et montage : Hideo Shigehara
- Musique : Senji Itō[1]
- Direction artistique : Tatsuo Hamada
- Pays d'origine :  Empire du Japon
- Format : noir et blanc - 1,37:1 - film muet - 35 mm
- Genre : Comédie dramatique
- Durée : 80 minutes[1] (métrage : 10 bobines - 2 191 m[1])
- Date de sortie :
  - Empire du Japon : 21 novembre 1935[1]

## Distribution
- Takeshi Sakamoto : Kihachi
- Yoshiko Okada : Otaka
- Chōko Iida : Otsune
- Tomio Aoki : Zenko
- Kazuko Kojima : Kuniko
- Chishū Ryū : le policier
- Takayuki Suematsu (ja) : Masako